# 1891年ウィンブルドン選手権
1891年 ウィンブルドン選手権（1891ねんウィンブルドンせんしゅけん、The Championships, Wimbledon 1891）に関する記事。イギリス・ロンドン郊外にある「オールイングランド・ローンテニス・アンド・クローケー・クラブ」にて開催。

## 大会の流れ
- 男子シングルスは1878年、女子シングルスは1886年から「チャレンジ・ラウンド」（Challenge Round, 挑戦者決定戦）と「オールカマーズ・ファイナル」（All-Comers Final）方式で優勝を決定していた。大会前年度優勝者を除く選手は「チャレンジ・ラウンド」に出場し、前年度優勝者への挑戦権を争う。前年度優勝者は、無条件で「オールカマーズ・ファイナル」に出場できる。チャレンジ・ラウンドの勝者と前年度優勝者による「オールカマーズ・ファイナル」で、当年度の選手権優勝者を決定した。
- この年は、男女シングルスとも前年度優勝者が出場しなかった（ウィロビー・ハミルトン、レナ・ライスともに現役引退）。前年度優勝者が出場しなかった場合は「オールカマーズ・ファイナル」がなくなるため、チャレンジ・ラウンドの決勝結果を優勝記録表に掲載する。
- 初期のウィンブルドン選手権のように、外国人出場者が少なかった時期は、地元イギリス人選手の国旗表示を省略する。

## 大会前年度優勝者
- 男子シングルス：ウィロビー・ハミルトン　［大会不参加、現役引退］
- 女子シングルス：レナ・ライス　［大会不参加、現役引退］
- 男子ダブルス：ジョシュア・ピム＆フランク・ストーカー

## 男子シングルス

### チャレンジラウンド
準々決勝
- アーネスト・レンショー vs. ハリー・グローブ　6-3, 7-5, 6-2
- ウィルフレッド・バデリー vs. エドワード・エイボリー　6-0, 6-1, 4-6, 6-2
- ハロルド・マホニー vs. H・A・B・チャップマン　6-2, 6-0, 6-1
- ジョシュア・ピム vs. ハリー・バーロウ　5-7, 0-6, 6-2, 6-3, 7-5

準決勝
- ウィルフレッド・バデリー vs. アーネスト・レンショー　6-0, 6-1, 6-1
- ジョシュア・ピム vs.  ハロルド・マホニー　6-4, 6-0, 6-2

決勝
- ウィルフレッド・バデリー vs.  ジョシュア・ピム　6-4, 1-6, 7-5, 6-0　（ここで優勝決定。W・バデリーが本大会の優勝者になる）

## 女子シングルス

### チャレンジラウンド
準々決勝
- ロッティ・ドッド vs. パーソンズ夫人　6-0, 6-0
- バーサ・スティードマン vs. ヘレン・ジャクソン　6-2, 6-2
- メイ・ラングリッシュ vs. メイ・ジャックス　11-9, 6-3
- ブランチ・ビングリー・ヒルヤード vs. P・レイ　6-3, 6-2

準決勝
- ロッティ・ドッド vs. バーサ・スティードマン　6-3, 6-1
- ブランチ・ビングリー・ヒルヤード vs. メイ・ラングリッシュ　6-4, 6-1

決勝
- ロッティ・ドッド vs. ブランチ・ビングリー・ヒルヤード　6-2, 6-1　（ここで優勝決定。ドッドが本大会の優勝者になる）

## 決勝戦の結果
男子シングルス
- ウィルフレッド・バデリー vs. ジョシュア・ピム　6-4, 1-6, 7-5, 6-0　［チャレンジラウンド決勝］

女子シングルス
- ロッティ・ドッド vs. ブランチ・ビングリー・ヒルヤード　6-2, 6-1　［チャレンジラウンド決勝］

男子ダブルス
- ウィルフレッド・バデリー＆ハーバート・バデリー vs.  ジョシュア・ピム＆ フランク・ストーカー　6-1, 6-3, 1-6, 6-2　［オールカマーズ決勝］